# Lamborghini Marzal

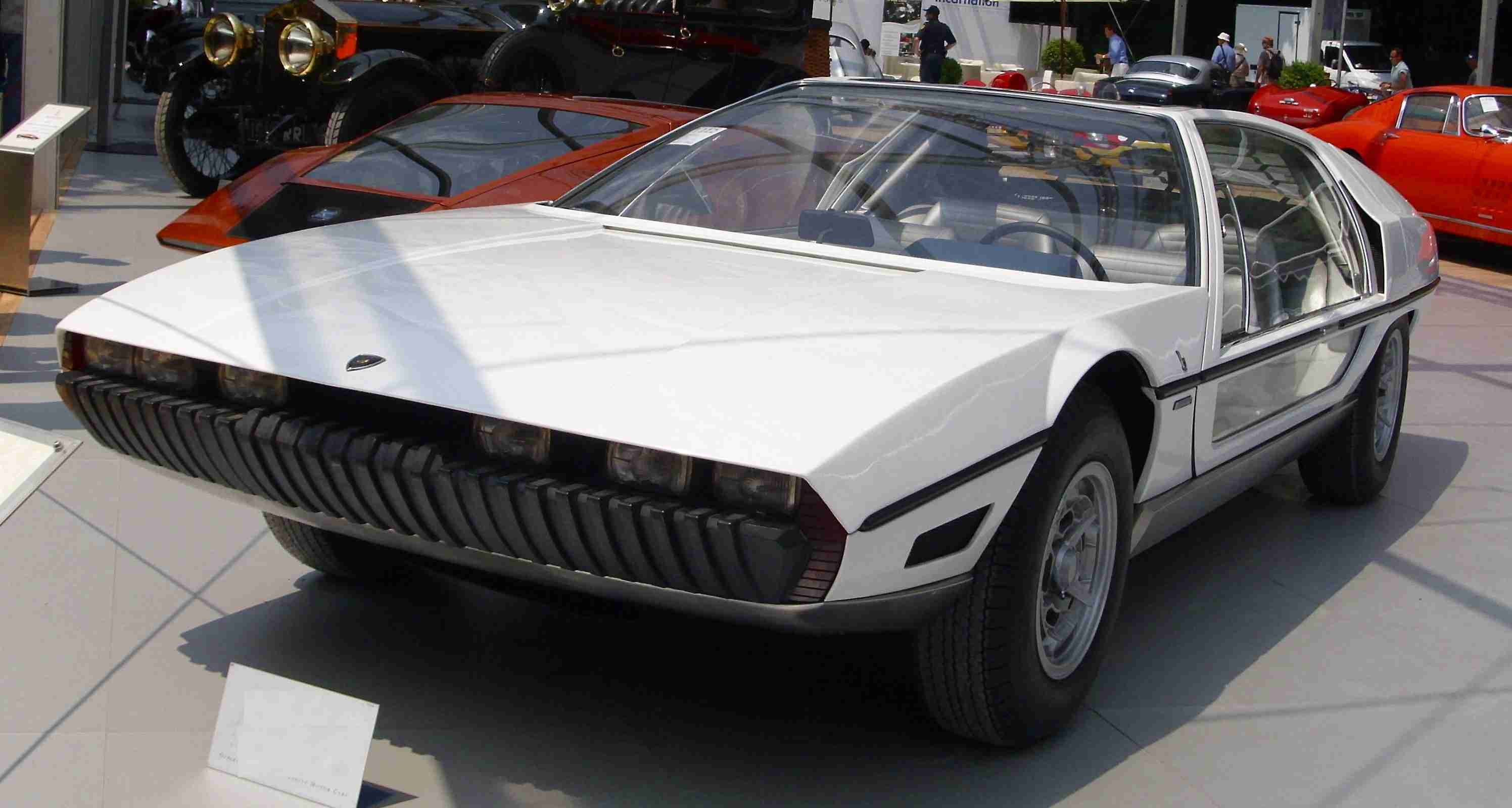
1967 Lamborghini Marzal.

Lamborghini Marzal é um carro-conceito, apresentado pela primeira vez pela Lamborghini no Salão Automóvel de Genebra de 1967 .
Projetado por Marcello Gandini, da Bertone, foi criado para fornecer a Ferruccio Lamborghini um verdadeiro carro de quatro lugares para sua linha de equipamentos, que já incluía o 400GT 2 + 2 e o Miura . Distingue-se pelas portas de vidro com asas de gaivota e uma janela traseira igualmente com persianas. A propulsão era de um motor de  seis cilindros de 2,0 L e 175 bhp (Até 210 cv), na verdade uma versão dividida ao meio do 4.0 L V12 da Lamborghini, acoplado a uma transmissão de 5 velocidades.
O Marzal permaneceu um carro único, de modo que muitas das ideias seriam utilizadas mais tarde no Lamborghini Espada . O design da Marzal provavelmente encontrou um reconhecimento mais amplo como modelo fundido, com a Dinky Toys e a Matchbox fazendo modelos em escala, embora em outras cores, como laranja, apesar do carro original ser pintado de prata.
O Marzal apareceu em ação em um evento público pela primeira vez no Grande Prêmio de Mônaco de 1967, quando o príncipe Rainier III, acompanhado por sua esposa, a princesa Grace, dirigiu o carro em sua tradicional volta antes do início da corrida. O carro fez uma segunda aparição pública no Concours Italiano de 1996 em Monterey, Califórnia, em homenagem a Carrozzeria Bertone . O Lamborghini Athon também foi exibido naquele momento.

O Marzal esteve por um longo período no Bertone Design Study Museum e foi vendido em um leilão na Villa d'Este (Itália) em 21 de maio de 2011, pelo lance mais alto de 1.350.000 Euros, aproximadamente 2 milhões de dólares. 

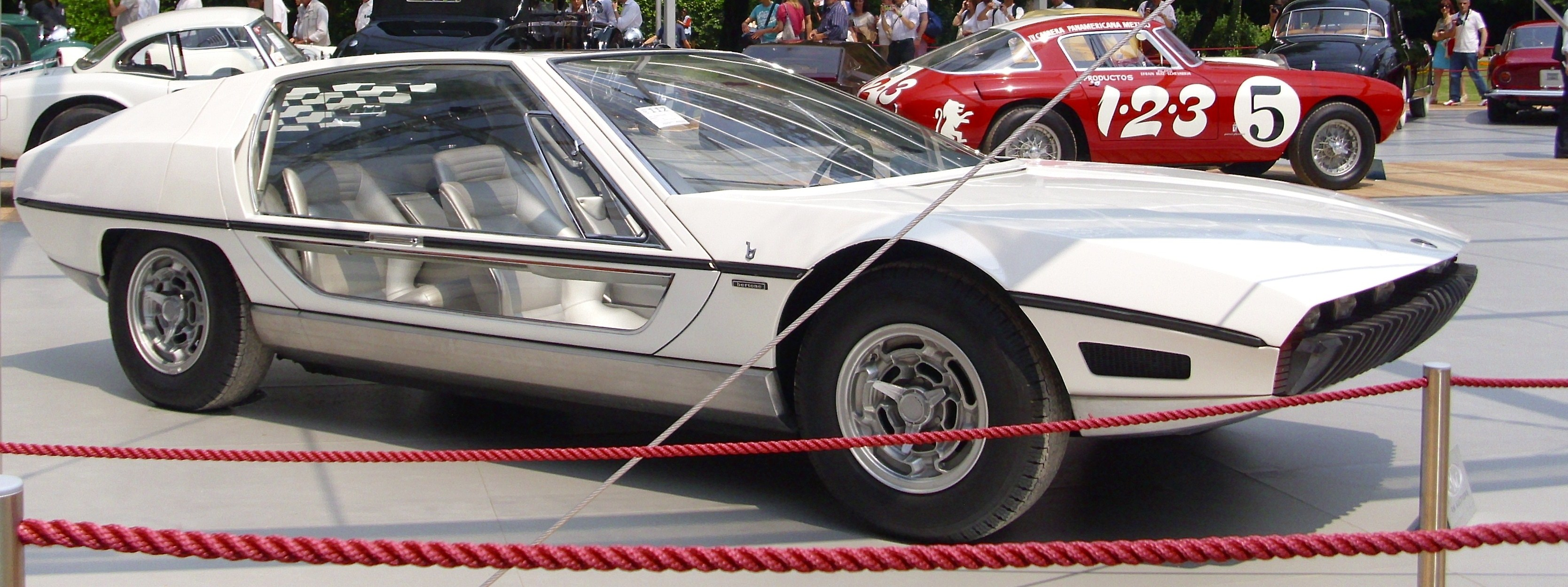
Vista lateral do Marzal